# Anonidium floribundum
Anonidium floribundum là loài thực vật có hoa thuộc họ Na. Loài này được Pellegr. mô tả khoa học đầu tiên năm 1948.